# Панко Стамкоски
Панко Стамкоски (на английски: Panko Stamkoski; на македонска литературна норма: Панко Стамкоски) е австралийски общественик от Македония.

## Биография
Роден е в 1938 година в леринското село Арменско (Алона), Гърция. Изведен е от Гърция по време на Гражданската война (1946 - 1949) с групата на децата бежанци и се установява в Скопие, Федерална Югославия. Започва работа  в Народния театър на Македония и играе в групата на Петре Пърличко, като пътува из страната. В 1956 година се жени за Марика и семейството емигрира в Австралия, в 1962 година. Установяват се в град Билтон, северно от Мелбърн.
В Австралия Стамкоски се свързва с македонистките кръгове, които искат отделяне от Югославия и създаване на македонска държава около Драган Богдановски и Движението за освобождение и обединение на Македония (ДООМ). На IV конгрес на ДООМ в Германия, Стамкоски се откъсва от организацията, ръководена от Михаил Шариновски-Солунски и Ристе Ристески. На 16-17 май в 1981 година организира в Мелбърн конференция на представителитена много македонски организации, на които участват и подкомитети на ДООМ от Европа.
В началото на 80-те години Стамкоски влиза в Народната македонска революционна организация в Сидни, в която членуват Кръсто Янчев Димитров, Георги Чочков и други и издават списанието „Глас на македонците“. В първата половина на 80-те години Стамкоски започва издаването на седмичника „Македония“, който редактира до края на живота си. Поддържа политиката на „антиквизация“. Бори се за включване на македонските православни църкви в Австралия в една епархия и поддържа с вестника си владиката Петър в периода 1997 - 2004 година. Вестникът му е основен противник на „Австралийско-македонски неделник“, издаван от прокомунистически егейски емигранти и подкрепян от властите в Социалистическа република Македония и Матицата на изселниците от Македония, като конфликтът стига до съдебни процеси.
През 90-те години е назначен за потпретседател на Координационния комитет на ДПМНЕ и ВМРО-ДПМНЕ за диаспората от председателя на партията Драган Богдановски.
Стамкоски умира на 10 юли 2007 година в Мелбърн.